# Stans
Stans je glavno mesto kantona Nidwalden (Nidwald) v Švici.
Uradni jezik v Stansu je (švicarska) nemščina, toda največ se govori alemansko švicarskonemško narečje.